# 天主教热那亚总教区
天主教熱那亞總教區（拉丁語：Archidioecesis Ianuensis）是羅馬天主教在意大利西北部利古里亞大區設立的總教區。主教座堂設在熱那亞市內的聖老楞佐主教座堂。

## 歷史
教區於3世紀成立，1133年升格為總教區。熱那亞總教區1986年與博比奧-聖科隆巴諾教區合併，組成熱那亞-博比奧總教區。熱那亞總教區於1989年恢復。

## 現況
總教區於2007年有690,237名教友（佔轄區總人口742,190的93%）、725名司鐸、28名執事、391名修士和1,257名修女。總教區有278個堂區，大部分在利古里亞大區熱那亞省，少數位於皮埃蒙特大區亞歷山德里亞省。
現任總主教為瑪爾谷·塔斯卡，輔理主教為尼各老·安塞爾米，榮休總主教為達濟斯·貝爾托內樞機和安傑洛·巴尼亞斯科樞機。

## 附屬教區
熱那亞教省還包括數個教區：阿爾本加-因佩利亞教區、基亞瓦里教區、拉斯佩齊亞-薩爾扎納-布魯尼亞托教區、薩沃納-諾利教區、托爾托納教區和文蒂米利亞-聖雷莫教區。